# Poblat ibèric murat Los Villares
El poblat ibèric emmurallat Los Villares, anomenat també antiga ciutat ibèrica de Kelin, és un jaciment ibèric del voltant de deu hectàrees. Està situat en el que avui es coneix com el turó de Los Villares, molt pròxim a l'actual població de Cabdet de les Fonts (Caudete de las Fuentes), al costat de la carretera de Los Isidros. El fet de trobar-se en un lloc d'ampli domini visual, al costat del riu Mare de Cabanyes, afluent del Magre i en una rica vall agrícola baixa, al costat d'una de les vies naturals de comunicació entre l'altiplà i la costa mediterrània, van fer del lloc una zona de control del trànsit de persones i mercaderies.

## Història
El poblat va estar habitat des de l'edat del bronze (segle v aC) fins a l'ibèric recent (segles II - I aC), cosa que palesa l'evolució de les restes dels seus habitatges.
Era emmurallat tal com deixen veure les restes del costat dels camins que delimiten la lloma, i el recinte sembla mostrar que la zona urbana era dividida en dues àrees. Les restes trobades a la rodalia de Cabdet de les Fonts mostren que el nucli de la població es va traslladar amb la romanització de la comarca, a partir del segle ii aC, a la part plana prop de la ribera del riu Mare. Aquesta nova zona poblada és la que va donar lloc a la denominació posterior de la població romana, que serà coneguda com a Caput Aquae (deu d'aigua), del qual derivaran posteriorment el Qabdaq musulmà i el Cabdet de les Fonts (Caudete de las Fuentes) en llengua romanç que va donar origen al topònim actual.
Se'n coneix l'existència des de mitjan segle xviii, encara que no va ser fins a mitjan segle xx quan van començar les excavacions arqueològiques. Al llarg de la història s'han fet una vintena de campanyes d'excavació entre els anys 1956 i el 2002, així com al 2011.

## Descripció

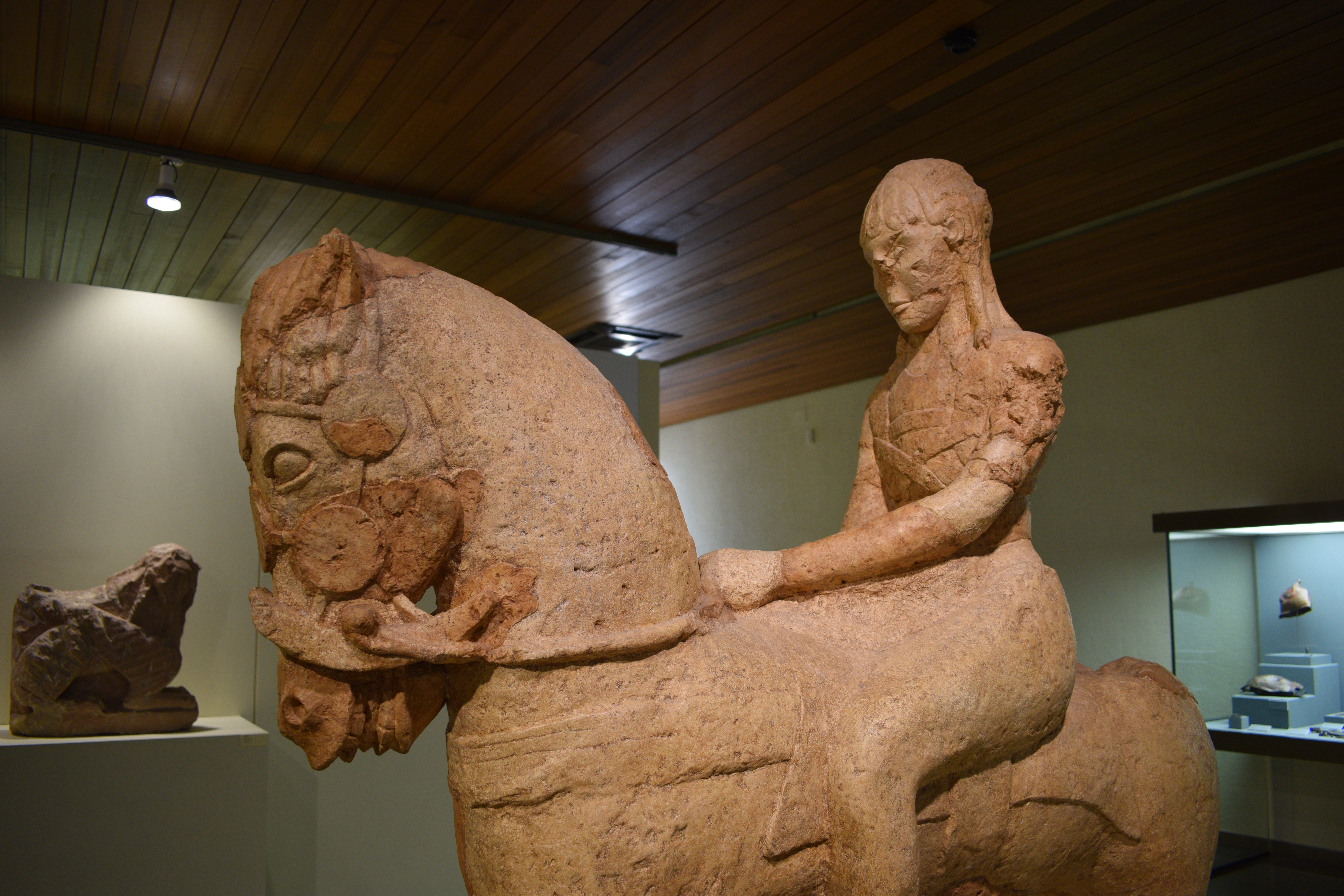
Escultura trobada al jaciment

El jaciment arqueològic permet contemplar a l'interior del recinte tancat de dues zones. S'hi ha conservat la trama urbana de dues èpoques diferents: una protoibèrica (segle vii aC) i una altra d'ibèrica plena (segles iv-ii aC). A l'exterior, es pot veure un tram de la muralla, de la pedrera de la qual possiblement es va extreure pedra per a construir-la i algunes restes constructives, al costat del riu.
Les restes arqueològiques mostren uns habitatges allargats, separats en alguns casos per estrets passadissos, gairebé sense divisions internes i amb una llar circular, plana o en cubeta. Els materials utilitzats són pedres i tova; amb les pedres es fabricava un sòcol sobre el qual es construïa una paret de tova.
També s'hi han trobat restes de ceràmiques fetes a mà, algunes de les quals imiten peces a torn; s'han trobat escassos objectes de ferro en un lamentable estat de conservació, així com un reduït nombre de ceràmiques importades com àmfores i gerres feniciooccidentals, trípodes i vernís vermell.
Es van trobar monedes, asos i semis, que posen en relleu que Kelin va encunyar moneda pròpia durant un curt període entre la segona meitat del segle ii i primeria del segle i aC, destinada a usos locals i quotidians.